# 베다폼 전투
베다폼 전투는 1941년 2월 6일부터 2월 7일까지 제2차 세계 대전의 서부 사막 전역에서 일어난 전투이다.